# Canton de Monts de Lam
 (avril 2023).
Si vous disposez d'ouvrages ou d'articles de référence ou si vous connaissez des sites web de qualité traitant du thème abordé ici, merci de compléter l'article en donnant les références utiles à sa vérifiabilité et en les liant à la section « Notes et références ».
Le canton de Monts de Lam est situé à l'extrême sud du Tchad. Il est créé en 1962 et compte depuis lors cinq chefs de canton qui se sont succédé. L'actuel chef de canton a pris ses fonctions en juillet 2004, il succède à son père depuis cette date.

## Administration
Le canton Monts de Lam est sous l'administration de la sous-préfecture de Baïbokoum, département de Monts de Lam et province du Logone-Oriental. C'est le nom du canton érigé par le département de Monts de Lam, créé en 1999 et qui compte 14 cantons.

## Présentation générale
Le canton Monts de Lam a une superficie estimée aux environs de 2 000 km2. Il partage la frontière au sud avec la République centrafricaine, au nord et à l'est le canton Bessao, à l'ouest par les cantons Pao (nord ouest), Mbayssaye (sud-ouest) et la commune de Baïbokoum. Le canton regorge de potentielles ressources naturelles. Il est considéré comme la zone la plus inondée du Tchad avec une pluviométrie moyenne de 1 300 mm et une moyenne de 75 jours de pluie. Il est couvert d'une chaine de massifs montagneux culminant à 1 163 m de hauteur. C'est le plus haut sommet au sud du Tchad et constitue la ceinture Sud de la demi-cuvette montagneuse du Tchad. La population du canton parle la langue mboum avec ses variantes zoli, gonguey et pana.
La langue laka est très pratiquée dans le canton dont deux villages sont d'origine (Nzoro et Matao). On dénombre aujourd'hui plusieurs ferricks habités par la population Peuls. En plus des petites rivières, en général saisonnières, qui coulent dans le canton, le fleuve Logone longe quelques kilomètres de sa frontière au nord-est, le fleuve Lim qui prend sa source en Centrafrique traverse tout le canton du sud au nord. La construction du pipeline Tchad-Cameroun qui draine le pétrole du Tchad au Cameroun traverse le canton sur une vingtaine de kilomètres dans sa partie nord au sud-ouest.
Le canton est doté d'un Plan de développement local (PLDC) révisé qui court de 2021-2025.
Depuis 2013, le canton accueille quelques dizaines de réfugiés centrafricains et de retournés tchadiens de la République centrafricaine qui occupent des sites dans les villages Diba, Vom et Bidanga.
Le commerce interne s'organise autour des marchés hebdomadaires qui se déroulent les mardi et jeudi respectivement à Bidanga et Ndagbao.

## Éducation
La première école primaire a été créée dans le canton Monts de Lam à Bidanga en 1952. Le canton compte seize écoles primaires dont neuf écoles publiques, sept écoles communautaires et trois collèges. Il y a un manque cruel d'enseignants qualifiés. La plupart des enseignants actuels sont des maîtres communautaires.

## Santé
Le canton compte trois centres de santé respectivement à Bidanga, Ndagbao et Diba.

## Subdivision

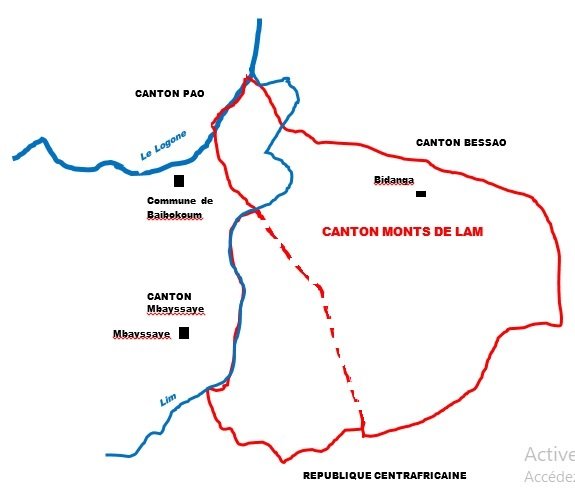
Canton de Monts de Lam (illustration).

Le chef-lieu du canton est Bidanga et le canton compte 54 villages et 3 ferricks. Sa population est estimée en 2023 (RGPH2) à plus de 16 000 habitants (23 000 selon le recensement local).
La liste des Villages du canton de Monts de Lam :
| Ordre | Village           | Ordre | Village         | Ordre | Village        |
| 1     | Betol             | 2     | Betoum          | 3     | Bidanga        |
| 4     | Bokomian 2 (Diba) | 5     | Bokotiou        | 6     | Bol            |
| 7     | Daya 1            | 8     | Daya 2          | 9     | Daya 3         |
| 10    | Diahoke           | 11    | Diba 1          | 12    | Diba 2         |
| 13    | Doulim (Diba)     | 14    | Gombo           | 15    | Gomon          |
| 16    | Gorombaya         | 17    | Grihone         | 18    | Guindi         |
| 19    | Hobe              | 20    | Holi            | 21    | Koko           |
| 22    | Kone              | 23    | Kone 2          | 24    | Koneyine       |
| 25    | Kougoui           | 26    | Koumbal         | 27    | Leo            |
| 28    | Lima              | 29    | Lokô            | 30    | Makoudoumi     |
| 31    | Matao             | 32    | Mbal            | 33    | Mbaonzoro      |
| 34    | Mberou            | 35    | Mbidah          | 36    | Mbindoye       |
| 37    | Ndagbao           | 38    | Ndanou 2 (Diba) | 39    | Ndaron         |
| 40    | Nzakalara         | 41    | Nzapoïnaye      | 42    | Nzoro          |
| 43    | Poubaralam        | 44    | Poudy 1         | 45    | Poudy 2        |
| 46    | Pougara 1         | 47    | Pougara 2       | 48    | Pouraon 2      |
| 49    | Pouraou 1         | 50    | Pourien         | 51    | Toko           |
| 52    | Toumbao           | 53    | Vôm             | 54    | Yallou         |
| 55    | Ferrick bidanga   | 56    | Ferrick holi    | 57    | Ferrick kaya 1 |